# Léon Krier

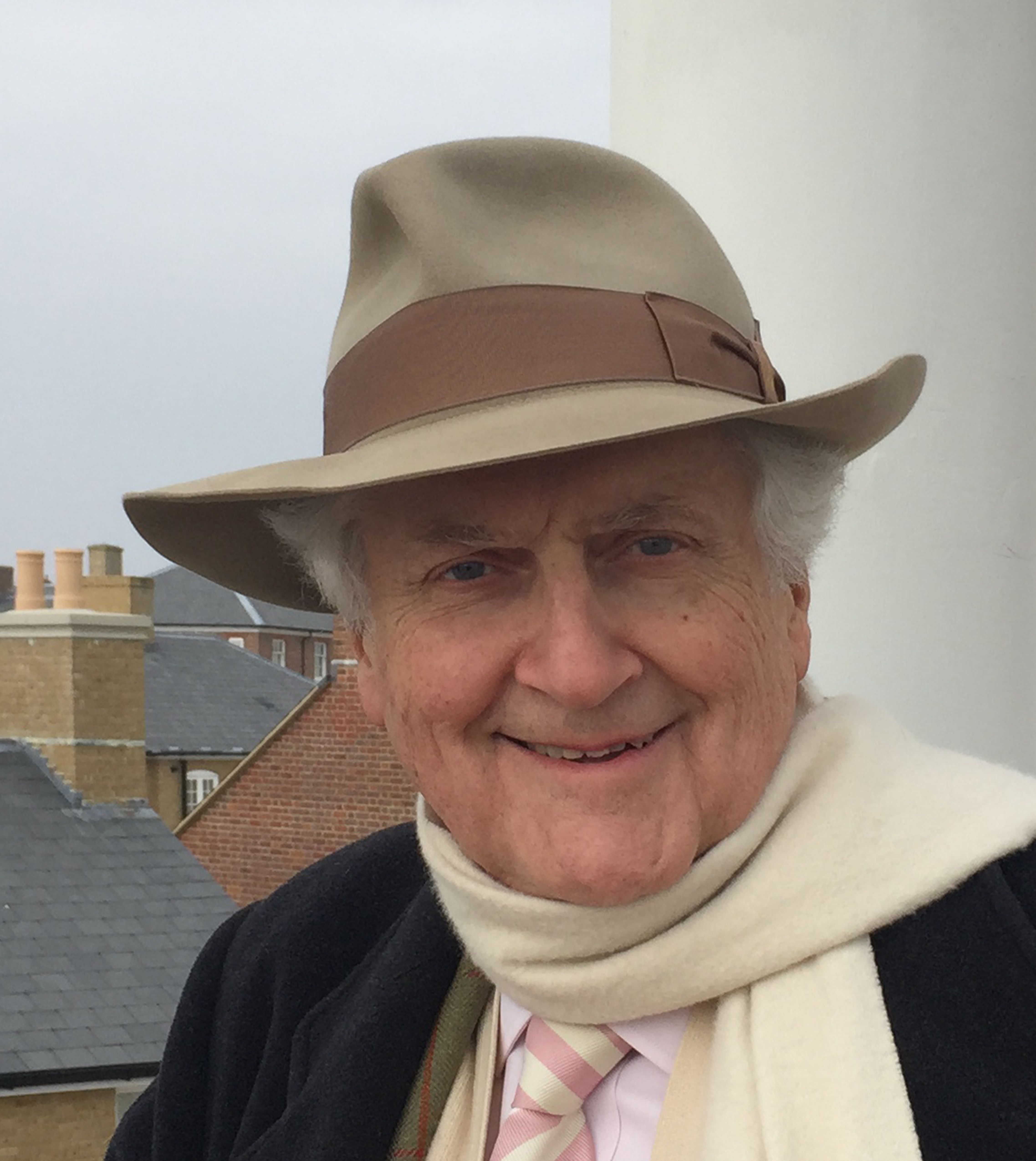
Portrait von Léon Krier in Poundbury, März 2016

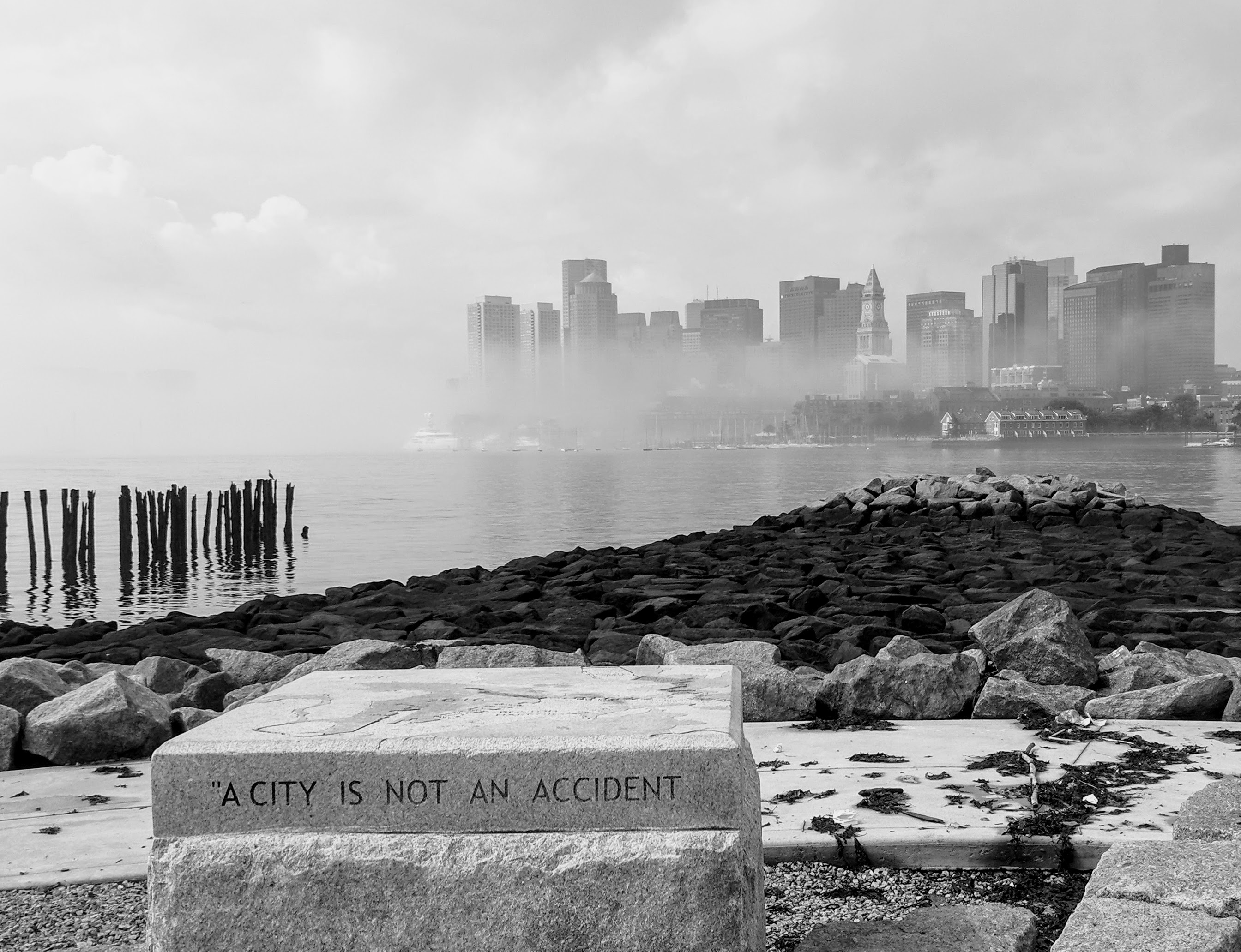
Gedenktafel Boston 'A CITY IS NOT AN ACCIDENT': Ein Stadt ist kein Zufall, sondern das Ergebnis kohärenter Visionen und Ziele. - Léon Krier - (Foto: 2014)

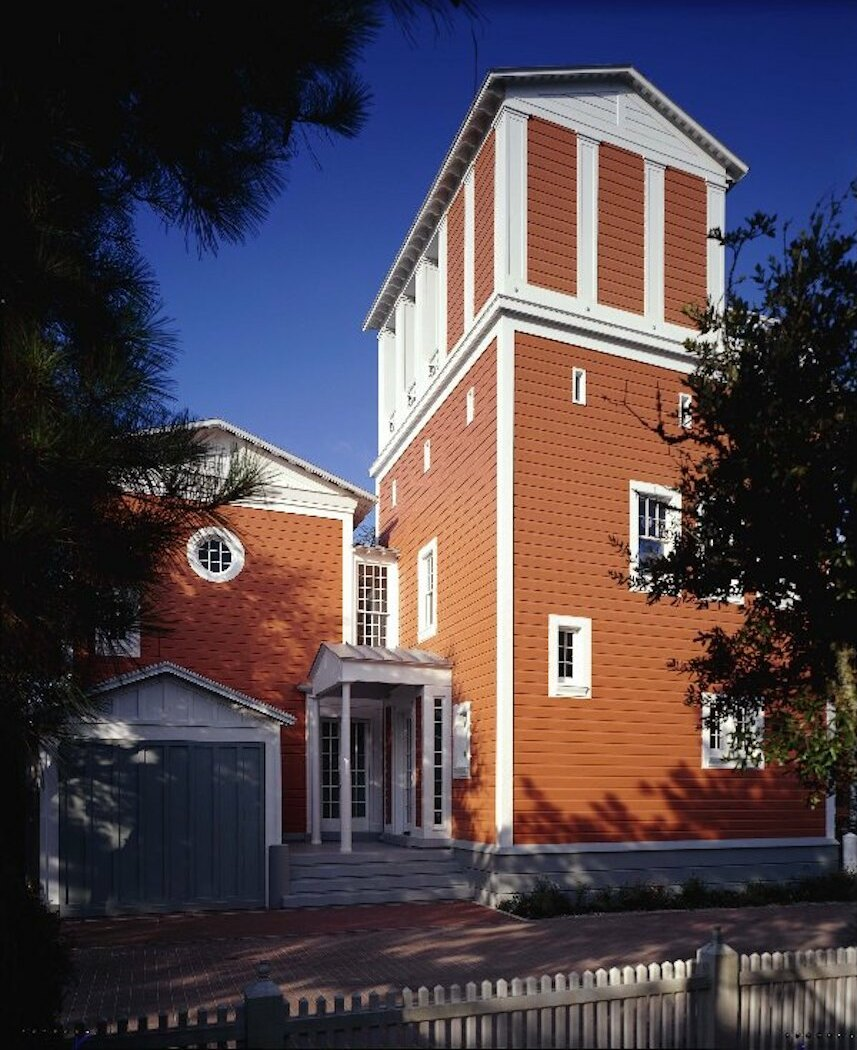
Haus in Seaside Windsor (Florida) (Foto: 2017)

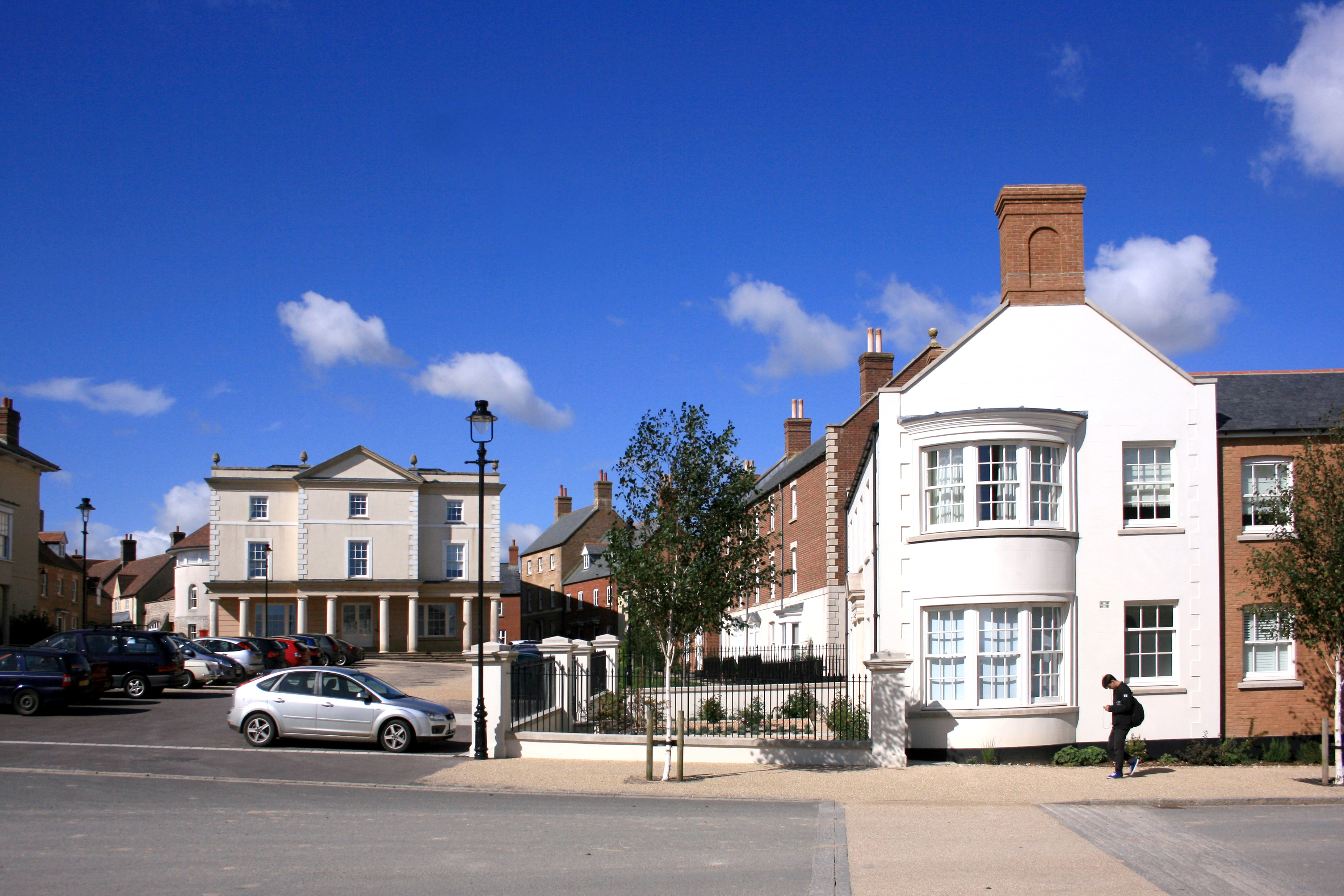
Häuser in Poundbury, Dorset (Foto: 2012)

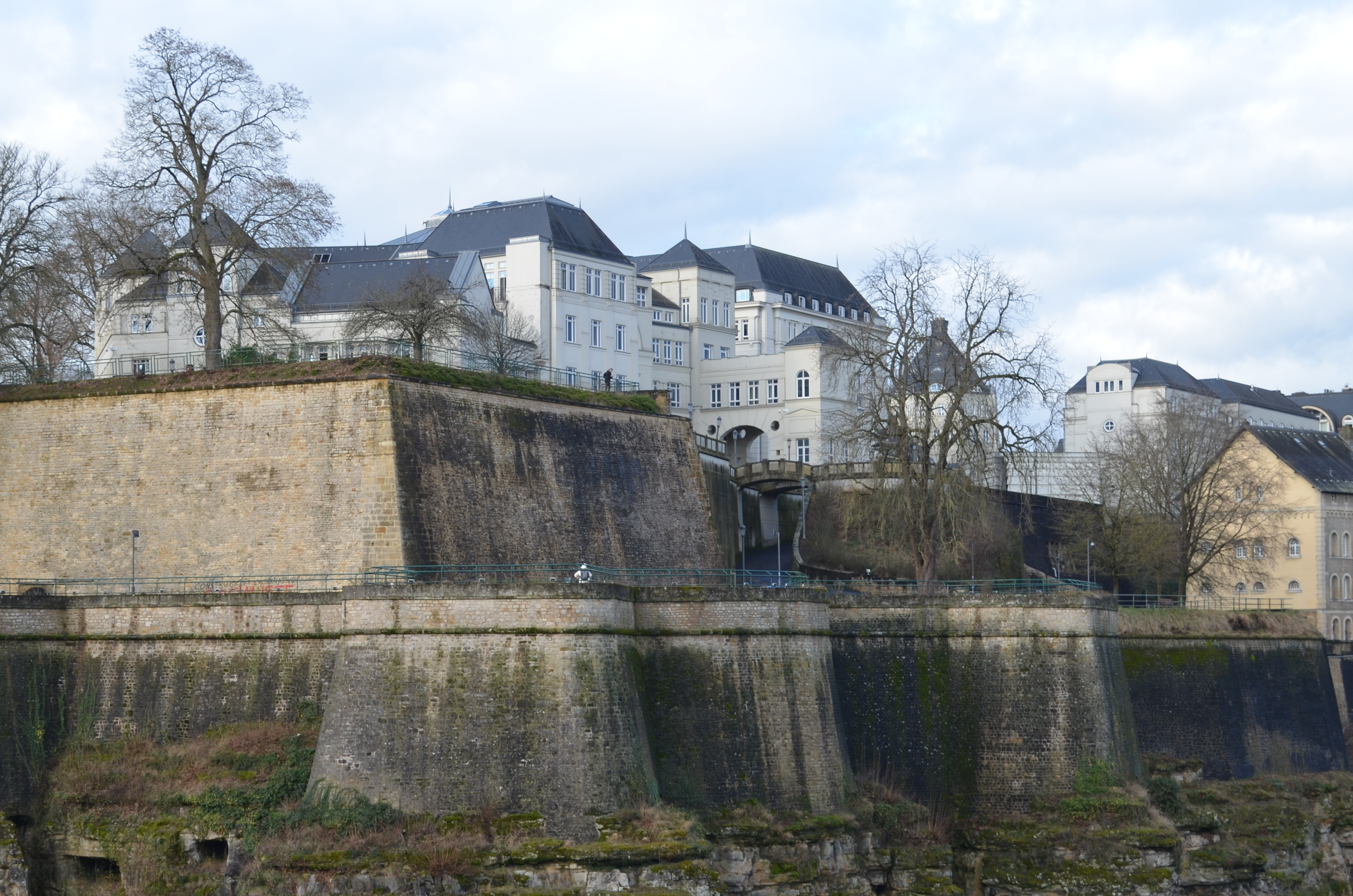
Blick auf die Cité judiciaire in Luxemburg (2003–2008) (Foto: 2025)

Léon Krier (* 7. April 1946 in Luxemburg; † 17. Juni 2025 in Palma auf Mallorca, Spanien) war ein luxemburgischer Architekt. Er wurde wie sein älterer Bruder Rob Krier als Architekturtheoretiker, Stadtplaner und Hochschullehrer durch seine Städtebauprojekte und -theorie zum Vordenker und Wegbereiter des New Urbanism.

## Herkunft
Léon Ernest Krier wuchs in Echternach und Luxemburg als Sohn von Emma Marguerite (geb. Lanser) und Jean Pierre Jacques Krier auf. Sein Vater war Schneider, der vornehmlich für die Kirche arbeitete, seine Mutter Pianistin. Léon besuchte das Lycée Classique im Kloster L'Abbaye d'Echternach. Ursprünglich wollte er Pianist werden, entschied sich dann wie sein älterer Bruder Robert für Architektur.

## Leben und Wirken
Léon Krier brach nach zwei Semestern sein Architekturstudium an der Universität Stuttgart ab und wurde,  unterbrochen 1971 für ein Jahr bei Josef Paul Kleihues in Berlin, von 1968 bis 1974 Mitarbeiter von James Stirling in London. Anschließend lehrte er als Studioleiter von 1974 bis 1978 an der Architectural Association School of Architecture London und machte sich selbstständig.  In dieser Zeit war er ein Verfechter der neorationalistischen und neoklassizistischen Architektur des späten 20. Jahrhunderts. Zusammen mit Maurice Culot wurde Krier in den 1980er Jahren zum Wortführer der Proteste gegen die Brüsselisierung und gründete 1982 den Prix Européen d’Architecture Philippe Rotthier. Krier wandte sich damals von den Prinzipien der modernistischen Architektur und des funktionalstischen Städtebaus des CIAM (Congrès Internationaux d’Architecture Moderne) ab und der vorindustriellen europäischen Bautradition zu. Sie wurde ihm zum Vorbild und zeitlos gültigen Modell seines Schaffens. Krier machte zeitlebens das industrielle, wirtschaftlich bestimmte Bauwesen für die wachsende Verschandlung der Lebenswelt in Stadt und Land verantwortlich. Der Bauindustrie setzte er das Bauhandwerk und die Baukunst entgegen, dem Abriss im Bestand den 'Wiederaufbau der europäischen Stadt', für den er sich auch im wiedervereinigten Deutschland einsetzte.
1984 beauftragte der Galerist Hans-Jürgen Müller Krier mit dem Atlantis-Projekt für Teneriffa, eine unrealisiert gebliebene Akademie in Form einer Idealstadt.
1985 veröffentlichte Krier sein Projekt 'The Completion of Washington, D.C'. Im Zuge seiner Vorträge und Lehre an den Architekturfakultäten  der Vereinigten Staaten, der Yale, Princeton und Harvard University, verbreiteten sich seine Ideen von motivisch, typologisch und funktional durchmischten, kleinteiligen Stadtanlagen und -vierteln von der Alten in die Neue Welt.
Sein 1987 verfasster Gegenentwurf zur Erneuerung des Old Spitalfields Market London fand die große Anerkennung von Prinz Charles, der Krier 1988 zu seinen persönlichen Berater und zum Projektleiter von Poundbury machte. Er war Professor an der Architectural Association und dem Royal College of Arts in London, der Princeton University, der University of Virginia, der University of Notre Dame und der Yale University und hielt Gastvorträge an zahlreichen Institutionen.
Seit 1968 in London, zog es Krier nach 25 Jahren über Südfrankreich auf die Baleareninsel Mallorca, wo er bis zum Lebensende in unmittelbarer Nähe der Kathedrale von Palma wohnte.

## Werke (Auswahl: Architektur und Städtebau)
- Brückenpavillon in Pforzheim (Rob und Léon Krier)
- Masterplan und Gestaltungsrichtlinien für Poundbury: der Musterstadt des britischen New Urbanism in der südwestenglischen Grafschaft Dorset von Charles III.[12]
- Haus in Seaside (Florida), einem kleinen Badeort, der als eines der Paradebeispiele des New Urbanism gilt
- Cité judiciaire in Luxemburg (Rob und Léon Krier)[13]
- Fawley Waterside bei Southampton
- Ciudad Cayalá in Guatemala-Stadt, Guatemala. Masterplan für ein neues Stadtviertel nach den Regeln des New Urbanism.

## Auszeichnungen und Preise
- 1977: Berliner Architekturpreis
- 1985: Jefferson Memorial Gold Medal
- 1987: Chicago American Institute of Architects Award
- 1995: Europäischer Kulturpreis
- 1997: Silbermedaille von der Académie Française für sein Buch Choice or Fate
- 2003: Driehaus-Architektur-Preis für klassische Architektur
- 2017: Commander des Royal Victorian Order